# Jacek Krusiński
Jacek Krusiński (ur. 1766, zm. po 1847) – pionier polskiej meteorologii, nauczyciel, tłumacz, encyklopedysta  .

## Życiorys
W latach (1783-1786) kształcił się w Krakowie w Seminarium dla Kandydatów Stanu 2 Akademickiego przy Szkole Głównej Koronnej. Od 1786 był nauczycielem fizyki w szkole wydziałowej warszawskiej, gdzie uczył również historii naturalnej. W 1794 został zwolniony z pracy za udział w insurekcji kościuszkowskiej .
W 1802 został członkiem czynnym Towarzystwa Warszawskiego Przyjaciół Nauk. Był inicjatorem utworzenia biblioteki tego Towarzystwa, której ofiarował 120 tomów ze swoich własnych zbiorów. W towarzystwie zajmował się meteorologią m.in. złożył wniosek o powołanie komisji do przeprowadzania meteorologicznych obserwacji na terenie całego kraju, który nie został zrealizowany . 

## Wydawnictwa
Opublikował w 1803 w Warszawie Rozprawę o dostrzeżeniach meteorologicznych, która uznawana jest za pierwszy na ziemiach polskich aktualny zarys wiedzy z zakresu meteorologii .
W latach 1804–1806 przetłumaczył i wydał we Wrocławiu jedną z pierwszych nowożytnych polskich encyklopedii - Zbiór krótki encyklopedyczny wszystkich umiejętności pomnożony historyą powszechną aż do naszych czasów, która była tłumaczeniem francuskiego dzieła Abrégé encyclopedique de toutes les sciences augmentée de l’histoire universelle jusqu'à nos jours, autorstwa Jean Hautepierre. W przedmowie do dzieła Hautepierre dziękuje mu za tłumaczenie swojego dzieła z języka francuskiego .